# لي كيفن سميث
لي كيفن سميث (بالإنجليزية: Le Kevin Smith)‏ هو لاعب كرة قدم أمريكية أمريكي، ولد في 21 يوليو 1982.

## وصلات خارجية
- لي كيفن سميث على موقع مرجع كرة القدم المحترفة.كوم (الإنجليزية)